# Степова Валентина Анатоліївна
Степова (Стельмах) Валентина Анатоліївна (13 червня 1963 року, Полонне, Україна) — українська оперна співачка. Народна артистка України (1999), кавалер ордена Княгині Ольги ІІІ ступеня.

## Життєпис
Батьки — Анатолій Леонтійович та Людмила Варфоломіївна Стельмахи. Навчалася у Полонській музичній школі по класу скрипки. Прислухавшись до поради свого педагога зі співу, що вона зможе стати видатною співачкою, все своє подальше життя Валентина підпорядкувала цій меті.
Закінчила відділ хорового диригування Хмельницького музичного училища. З 1982 по 1983 рік — артистка хору Ансамблю пісні й танцю «Подолянка».
З 1983 року навчається на вокальному факультеті Національної музичної академії імені П. Чайковського (педагог — народна артистка України Євгенія Мірошниченко). Закінчила в 1990 році. З 1988 по 1993 рік — солістка оперної студії при консерваторії.
З 1993 року — солістка Національної опери України, із 2012 року — солістка Академічного ансамблю пісні і танцю Національної гвардії України.
Виконувала головні партії у виставах: Дж. Pocciні «Севільський цирульник» (Розіна), В. А. Моцарта «Дон Жуан» (Церліна), Дж. Верді «Травіата» (Віолетта), Дж. Пуччіні «Богема» (Мюзетта), а також в оперетах Й. Штрауса «Кажан» (Адель) та I. Кальмана «Фіалка Монмартра» (Віолетта).
Виступала на відомих оперних сценах у багатьох країнах.

## Дискографія
- «Арії з опер» (1998 рік),
- «В обіймах вічної музики» (1999 рік),
- «Соловейко» (2000 рік),
- «Волошкове поле» (2001 рік),
- «Best of best» (2002 рік),
- «Рахманінов, романси» (2003 рік),
- «Мамин вальс» (2005 рік),
- «Ave Maria» (2007 рік).

## Нагороди та відзнаки
1989 — лауреат телеконкурсу «Нові імена»;

1991 — дипломант Міжнародного конкурсу оперних співаків ім. Соломії Крушельницької;

1995 — Заслужена артистка України;

1998 — переможець Всеукраїнської Акції «Золота фортуна» у номінації «Зірка української опери»;

1999 — Народна артистка України;

2008 — Лауреат Всеукраїнської премії «Жінка ІІІ тисячоліття» в номінації «Рейтинг».